# John McEwen
Sir John McEwen (29 de marzo de 1900–20 de noviembre de 1980) fue un político australiano que se desempeñó como el 18º Primer Ministro de Australia, ocupando el cargo desde el 19 de diciembre de 1967 al 10 de enero de 1968, asumiendo dada la inhabilidad de poder hacerlo de Harold Holt, quien había desaparecido. Fue el líder del Partido Nacional de Australia de 1958 a 1971.
McEwen nació en Chiltern, Victoria. Quedó huérfano a los siete años y fue criado por su abuela, inicialmente en Wangaratta y luego en Dandenong. McEwen abandonó la escuela a los 13 años y se unió al Ejército australiano a los 18, pero la guerra había finalizado antes de ser enviado. Sin embargo fue elegido para el programa de establecimiento de casas, pudiendo hacerse con una de ellas en Stanhope. Se construyó una primera granja, pero luego compró una gran propiedad y se dedicó a la cría de vacas.
Tras varios intentos fallidos, en 1934 fue finalmente electo a la Cámara de Representantes.

## Vida personal y fallecimiento
El 21 de septiembre de 1921 se casó con Anne Mills McLeod, conocida como Annie; no tuvieron hijos. En 1966, fue nombrada Dama Comendadora de la Orden del Imperio Británico (DBE). Después de una larga enfermedad, Dame Anne McEwen murió el 10 de febrero de 1967.
En el momento de convertirse en primer ministro en diciembre de ese año, McEwen era viudo, siendo el primer primer ministro australiano soltero durante su mandato. (El siguiente caso de este tipo fue el de Julia Gillard, primera ministra entre 2010 y 2013, que tenía una pareja de hecho aunque no estaba casada).
El 26 de julio de 1968, McEwen se casó con Mary Eileen Byrne, su secretaria personal durante 15 años, en la Wesley Church de Melbourne; él tenía 68 años y ella 46. En su retiro se distanció de la política, realizó algunos trabajos de consultoría y viajó a Japón y Sudáfrica. No tuvo hijos de ninguno de sus matrimonios.
McEwen tuvo dermatitis severa durante la mayor parte de su vida adulta. Relató que "durante literalmente meses, caminaba por la Casa del Parlamento con los pies sangrando y dañados". El dolor se hizo insoportable en los últimos años, y comenzó a rechazar la comida para acelerar su muerte; murió de inanición autoimpuesta el 20 de noviembre de 1980, a la edad de 80 años. McEwen fue incinerado y su patrimonio fue valorado en herencia en 2 180 479 de dólares americanos. También recibía una pequeña pensión del Departamento de Seguridad Social en el momento de su muerte.

## Carrera política

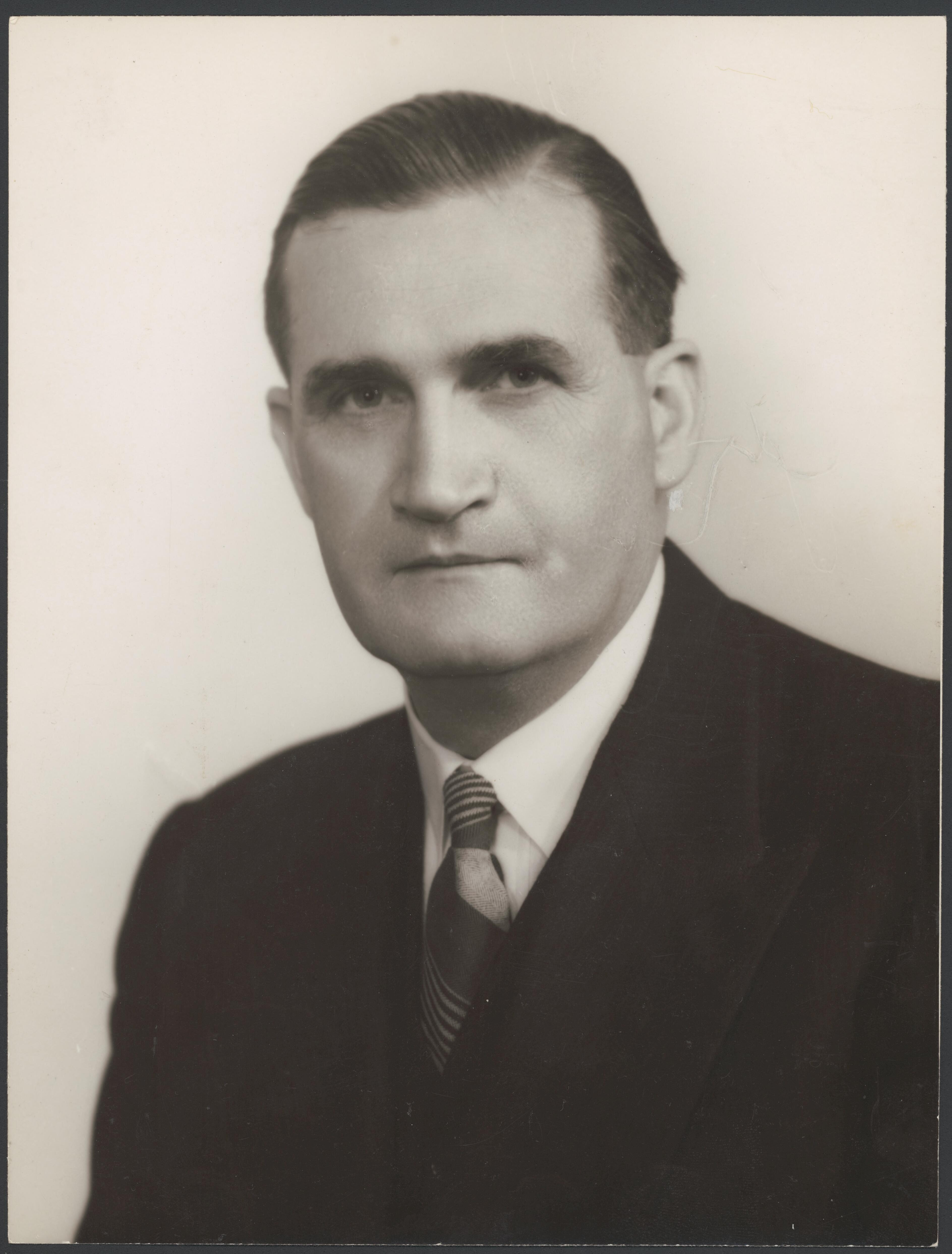
Retrato de John McEwen

### Primer ministro
Tras la desaparición de Harold Holt el 17 de diciembre de 1967, el Gobernador General, Lord Casey, mandó llamar a McEwen y lo nombró Primer Ministro interino, en el entendimiento de que su comisión continuaría sólo el tiempo que tardaran los liberales en elegir un nuevo líder. McEwen sostuvo que si Casey nombraba a un liberal como primer ministro interino, le daría a esa persona una ventaja indebida en la próxima votación para un líder a tiempo completo.
McEwen retuvo a todos los ministros de Holt, y les hizo jurar el cargo. A punto de cumplir 68 años, McEwen fue la persona de mayor edad en ser nombrada Primer Ministro de Australia, aunque no la de mayor edad en ocupar el cargo; Menzies dejó el cargo un mes y seis días después de cumplir 71 años. McEwen había sido alentado a seguir siendo primer ministro de forma más permanente, pero hacerlo habría requerido que desertara a los liberales, una opción que nunca había contemplado.
Durante mucho tiempo se había presumido que William McMahon, que era a la vez tesorero y líder liberal adjunto, sucedería a Holt como líder liberal y, por lo tanto, como primer ministro. Sin embargo, McEwen provocó una crisis de liderazgo cuando anunció que él y sus colegas del Country Party no apoyarían a McMahon. Se dice que McEwen despreciaba personalmente a McMahon. Más importante aún, McEwen se opuso amargamente a McMahon por motivos políticos, porque McMahon estaba aliado con los defensores del libre comercio en los partidos conservadores y estaba a favor de reformas arancelarias radicales, una posición a la que se opusieron con vehemencia McEwen, sus colegas del Partido del País y sus colegas rurales.
Otro factor clave en la antipatía de McEwen hacia McMahon fue insinuado poco después de la crisis por el veterano periodista político Alan Reid. Según Reid, McEwen era consciente de que McMahon violaba habitualmente la confidencialidad del Gabinete y filtraba regularmente información a periodistas y cabilderos favorecidos, incluido Maxwell Newton, que había sido contratado como "consultor" por intereses comerciales japoneses.
Incluso después de su aplastante victoria en 1966, a los liberales todavía les faltaban cuatro escaños para alcanzar la mayoría absoluta. Con solo el Country Party como socio realista de la coalición, la oposición de McEwen obligó a McMahon a retirarse de la votación por el liderazgo. Esto abrió la puerta a la exitosa campaña para promover al Ministro de Educación y Ciencia, el senador John Gorton, al cargo de Primer Ministro con el apoyo de un grupo liderado por el Ministro de Defensa Malcolm Fraser. Gorton fue elegido líder del Partido Liberal el 9 de enero de 1968, y sucedió a McEwen como primer ministro al día siguiente. Era la segunda vez que el Country Party vetaba efectivamente la elección de su socio mayoritario para el liderazgo; en 1923, Earle Page había exigido que el Partido Nacionalista, uno de los precursores de los liberales, destituyera a Billy Hughes como líder antes de que siquiera considerara las conversaciones de coalición.

## Distinciones y reconocimientos

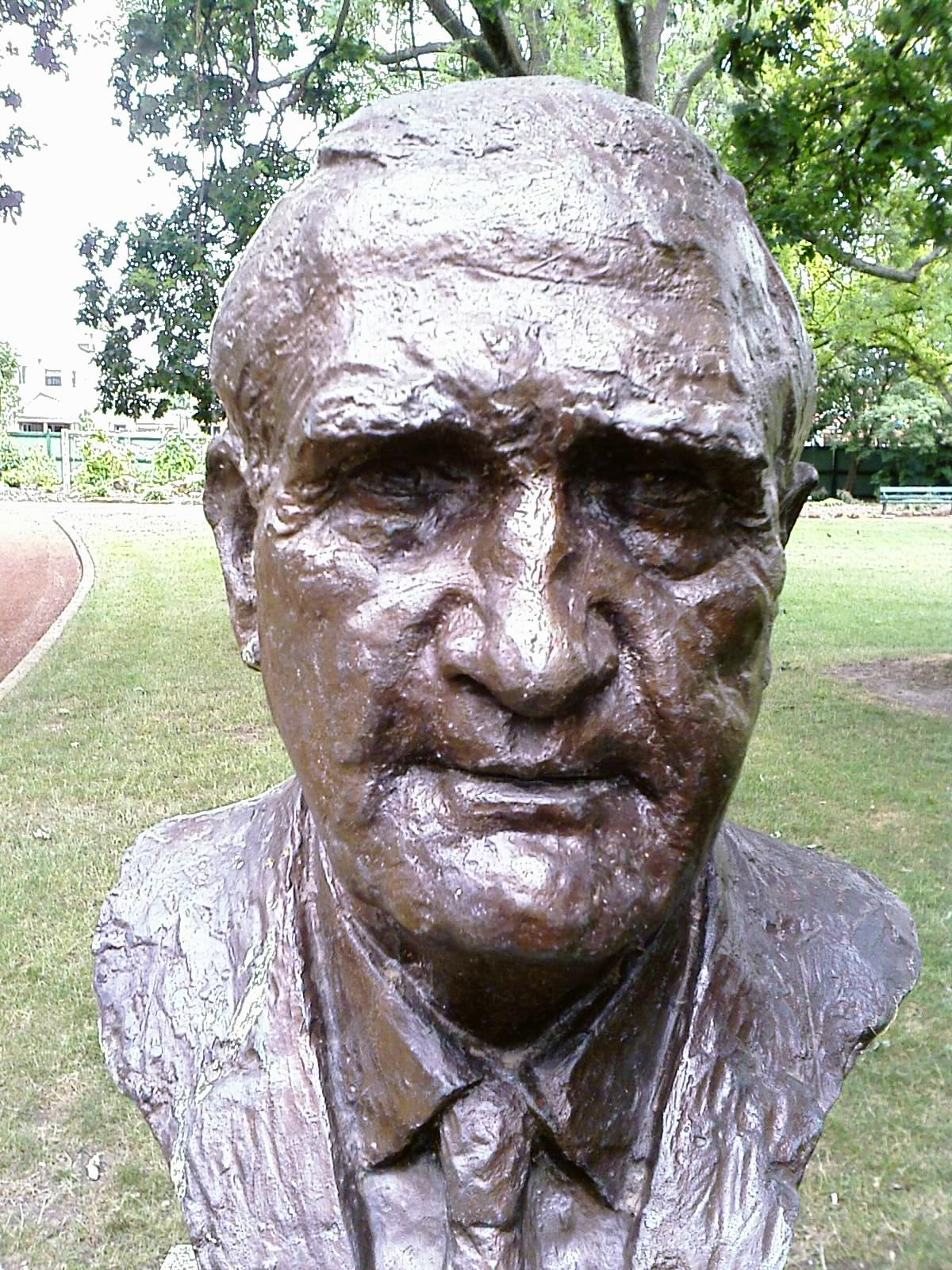
Busto de John McEwen por el escultor Victor Greenhalgh localizado en la Avenida de los Primeros Ministros en los Jardines Botánicos Ballarat

* Consejero Privado del Reino Unido. His Majesty's Most Honourable Privy Council (PC) – 25 de mayo de 1953
- Caballero Gran Cruz de la Orden de San Miguel y San Jorge Knight Grand Cross of the Order of Order of St Michael and St George (GCMC)– 1971. [nota 1]
- Orden de los Compañeros de Honor. Order of the Companions of Honour (CH) – 1969.
- Gran Cordón, Primera Clase, de la Orden del Sol Naciente. 1st Class, Grand Cordon, Order of the Rising Sun  – 1973. [10]